# لوسيرو (محطة مترو أنفاق مدريد)
لوسيرو (بالإسبانية: Lucero)‏ هي محطة مترو أنفاق في مدريد في إسبانيا، تقع على الخط رقم 6.